# Egidio Gorra
Egidio Gorra (Casalbarbato di Fontanellato, 1º giugno 1861 – Pavia, 28 agosto 1918) è stato un filologo e critico letterario italiano.

## Biografia
Nato da Fausto e da Barbara Ranza, piacentini,, fu allievo di Arturo Graf all'Università degli Studi di Torino, per poi laurearsi a Firenze sotto la guida di Adolfo Bartoli.
Dopo essersi perfezionato a Berlino e a Parigi, si diede dapprima all'insegnamento nelle scuole secondarie, e nel 1894 fu incaricato di Storia comparata delle letterature neolatine all'Università di Torino.
Nel 1896 passò ad insegnare la medesima materia nell'Università degli Studi di Pavia, di cui divenne Rettore nel 1913.
Nel 1915, alla morte di Rodolfo Renier, Gorra venne chiamato dall'Università di Torino a succedere allo studioso veneto.
Nel 1916 divenne direttore del Giornale storico della letteratura italiana. Gli ultimi anni di vita lo videro protagonista di una prolungata battaglia polemica con Benedetto Croce. Colpito da un male incurabile al cervello, morì nella clinica neuropatologica dell'Università di Pavia, all'età di 57 anni.

## Opere principali
- Studi di critica letteraria, Bologna, Zanichelli, 1892.
- Lingue neolatine, Milano, Hoepli, 1894.
- Morfologia italiana, Milano, Hoepli, 1895.
- Il primo accenno alla Divina Commedia, Piacenza, Marchesotti e Porta, 1898.
- Lingua e letteratura spagnuola delle origini, Milano, Hoepli, 1898.
- Il soggettivismo di Dante, Bologna, Zanichelli, 1899.
- Fra drammi e poeti, Milano, Hoepli, 1899.